# Vère I (évêque de Vienne)
Pour les articles homonymes, voir Vère et Vère de Vienne.
Vère ou Vérus (Verus Viennensis episcopus), dit Vère de Vienne ou Saint Vère, est un saint de l’Église catholique (célébré le 1er août) et un évêque de Vienne, du IVe siècle. Il est dit Vère I pour le distinguer d'un second évêque, Vère II, au VIe siècle.

## Biographie
Vère, Ver ou Vérus (latin Verus), dont l'origine est inconnue, est un évêque de Vienne,,. Le catalogue de l'évêque Adon de Vienne (799-875) présentait deux Verus et la Notice chronologico-historique sur les archevêques de Vienne (1879) en retenait trois.
Sur le premier Adon indique :

« [Sous Trajan.] Vérus, évêque de Vienne, qui fut au nombre des disciples qui écoutèrent les apôtres, brilla à l’époque de Trajan, dans l’enseignement et la confession de la foi. En ces temps, l'évêque de la cité de Synope du Pont, Phocas, accomplit très glorieusement son martyre, et ses restes très saints furent transférés en Gaule, dans la cité de Vienne, où ils furent déposés dans l'église des Saints-Apôtres.

Adon, Chronique, VI (trad. Lucas). »

Ulysse Chevalier mentionne le premier comme ayant reçu une lettre du pape Pie Ier (v. 140 – v. 154) et un second mentionné en 314.
Cette lettre du pape est le premier document mentionné par Ulysse Chevalier dans le Regeste dauphinois (1912), estimé vers 140/155 ou 142/156. Ce document fait partie du recueil des faux privilèges,,.
Les travaux de l'historien Louis Duchesne (1894) ne mentionne qu'un seul Vère présent au concile d'Arles (314),, soit le second Vère. Gérard Lucas fait observé que si Vère était bien le 4e évêque de Vienne, « En s’appuyant sur l’attestation de la présence de Vérus à Arles, on doit conclure qu’il n'est guère possible de remonter au-delà de la première moitié du IIIe s. pour le premier évêque de la liste, Crescens, à supposer qu’il ait existé. »

## Vénération
Considéré comme un saint, il est célébré le 1er août selon le Martyrologe d'Adon (Bollandistes).